# Miss Venezuela 2006
El Miss Venezuela 2006 fue la quincuagésima tercera (53.ª) edición del certamen Miss Venezuela. Se celebró en Caracas, Venezuela, desde el Poliedro de Caracas, el 14 de septiembre del 2006. Al final del evento, Jictzad Viña, Miss Venezuela 2005, de Sucre, coronó a Ly Jonaitis, de Guárico, como su sucesora.
Hasta la fecha ha sido el último certamen donde Gilberto Correa participa como animador.

## Desarrollo
Una vez más, el Poliedro de Caracas recibe al Miss Venezuela, el 14 de septiembre de 2006. La dupla Delgado-Sarcos lleva las riendas del espectáculo, con el apoyo y regreso de Gilberto Correa.
El espectáculo comienza con la aparición de un jeep del que desciende Gledys Ibarra, caracterizada como su personaje en la telenovela «Ciudad Bendita». La acompañan Laureano Olivares, Luis Gerónimo Abreu, Elaiza Gil, Adriana Romero y Paula Woyzechowsky, junto a parejas de baile de salón de Habana Caracas y Caribe y Punto.
Rafael “El Pollo” Brito es el encargado de ponerle música al desfile en traje de baño. Sobre el escenario aparecen Roque Valero, Olga Tañón, Gilberto Santa Rosa RBD y Shakira.
La ocasión también es propicia para rendir tributo a «La promoción del 86»: Bárbara Palacios (en ausencia), Maite Delgado, Raquel Láres, Catherine Fulop y Carolina Perpetuo.
Dos invitados de lujo se suman al jurado: el diseñador Roberto Cavalli y el cirujano estético Ray Rodríguez. La elegida como nueva Miss Venezuela es Miss Guárico, Ly Jonaitis.
En el grupo de 28 concursantes figuran: Claudia Suárez (Mérida), Bárbara Sánchez (Amazonas) y Vanessa Perreti (Sucre), primera chica sordomuda que participa en el certamen nacional.

## Ganadoras

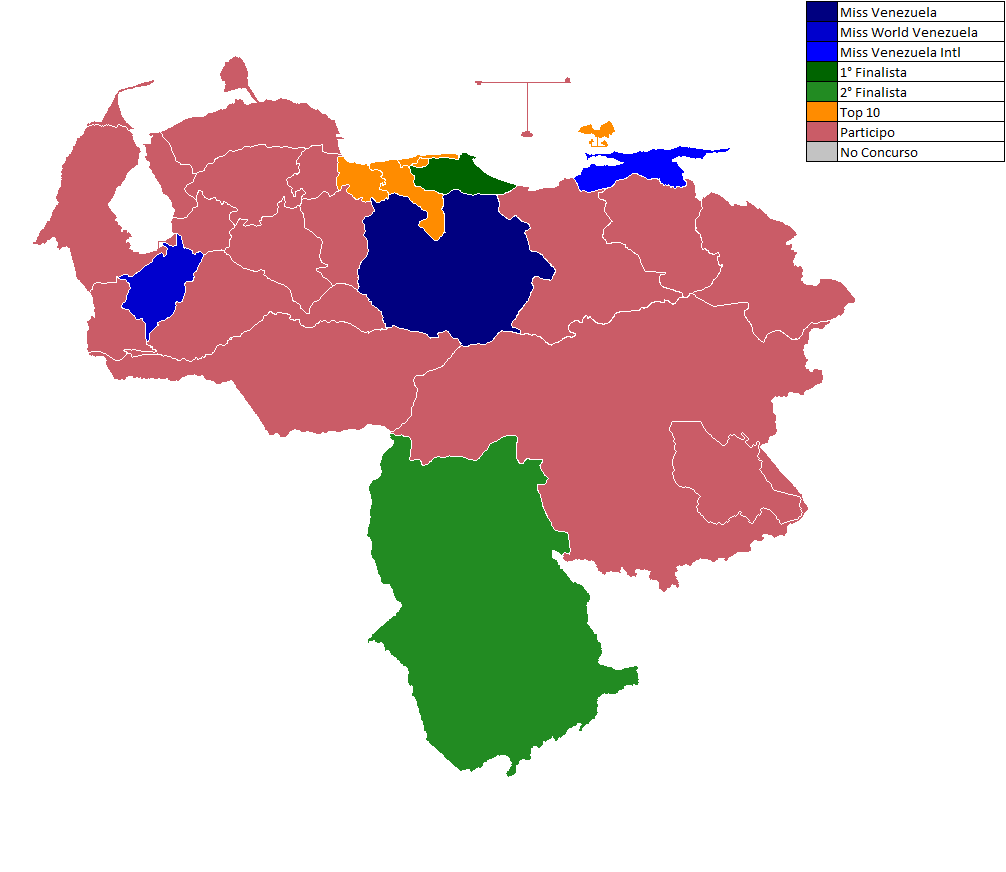
Miss Venezuela 2006

| Resultado Final              | Candidata |
| ---------------------------- | --- |
| Miss Venezuela 2006          | - Guárico - Ly Jonaitis |
| Miss Mundo Venezuela         | - Mérida – Claudia Suárez |
| Miss Internacional Venezuela | - Sucre - Vanessa Peretti |
| 1.ª Finalista                | - Miranda - Silvana Continanza |
| 2.ª Finalista                | - Amazonas - Bárbara Sánchez |
| Semifinalistas               | - Aragua - Joshil Morales - Carabobo - Mónica Pallotta - Distrito Capital - Andreína Bruni - Nueva Esparta - Andreína Vilachá - Vargas - Patricia Jurado-Blanco |

### Representaciones
| Delegada                                   | Concurso                          | Resultado              | Otros premios          |
| ------------------------------------------ | --------------------------------- | ---------------------- | ---------------------- |
| Lidymar Carolina Jonaitis Escalona         | Miss Universo 2007                | 2.ª finalista          |                        |
| Lidymar Carolina Jonaitis Escalona         | Miss Interamericana 2008          | Ganadora               |                        |
| Claudia Paola Suárez Fernández             | Miss Mundo 2007                   | Semifinalista (Top 16) |                        |
| Claudia Paola Suárez Fernández             | Miss Atlántico Internacional 2008 | 2.ª finalista          |                        |
| Vanessa Jacqueline Gómez Peretti           | Miss Internacional 2007           | Semifinalista (Top 15) |                        |
| María Silvana Continanza Marando           | Miss Italia Nel Mondo 2010        | Semifinalista          |                        |
| Jhoneidy de Jesús (Bárbara) Sánchez Romero | Reina Sudamericana 2006           | No clasificó           |                        |
| Mónica Isabel Pallotta Peña                | Top Model of the World 2006       | Semifinalista          |                        |
| Patricia Jurado-Blanco Ganem               | Reina Internacional del Café 2007 | No clasificó           |                        |
| Patricia Jurado-Blanco Ganem               | Miss Global Beauty Queen 2007     | Finalista              |                        |
| María Daniela Torrealba Pacheco            | Miss Tierra 2008                  | Semifinalista (Top 8)  | Mejor en Traje de Gala |
| Francis Nohemí Lugo Golindano              | Miss Continente Americano 2007    | 1.ª. Finalista         |                        |
| Sara Johanna Angelini Giacche              | Miss Italia Nel Mondo 2010        | Semifinalista          |                        |

## Delegadas
| Estado                 | Candidata                                  | Edad | Estatura (m) | Ciudad Natal          |
| ---------------------- | ------------------------------------------ | ---- | ------------ | --------------------- |
| Amazonas               | Bárbara Jhonneydis de Jesús Sánchez Romero | 21   | 1,75         | El Tigre              |
| Anzoátegui             | Maryury Alejandra Suárez Hernández         | 21   | 1,78         | Altagracia de Orituco |
| Apure                  | Sofía Graciela Douzoglou Muñoz             | 17   | 1,76         | Maracay               |
| Aragua                 | Joshil Valentina Morales Arenas            | 18   | 1,75         | Maracay               |
| Barinas                | Mabel Coromoto Ramírez Marcano             | 22   | 1,76         | Porlamar              |
| Bolívar                | Rina Candelaria Byer Ariza                 | 18   | 1,72         | Ciudad Guayana        |
| Canaima                | Denisse Ortiz Pérez                        | 18   | 1,77         | Caracas               |
| Carabobo               | Mónica Isabel Pallotta Peña                | 19   | 1,75         | Valencia              |
| Cojedes                | Saelix Hernández Seijas                    | 20   | 1,79         | Caracas               |
| Costa Oriental         | Marygrey Quero Rojas                       | 25   | 1,75         | Cabimas               |
| Delta Amacuro          | Yasmín Terán Gutiérrez                     | 25   | 1,81         | Caracas               |
| Dependencias Federales | Marianne Vegas Brandt                      | 24   | 1,83         | Caracas               |
| Distrito Capital       | María Andreína Bruni Puigbó                | 23   | 1,83         | Caracas               |
| Falcón                 | Angie Lurey Velazco López                  | 20   | 1,82         | Caracas               |
| Guárico                | Lidymar Carolina Jonaitis Escalona         | 20   | 1,79         | Valencia              |
| Lara                   | Aynar Alejandra Aristigueta Herrera        | 22   | 1,70         | Barquisimeto          |
| Mérida                 | Claudia Paola Suárez Fernández             | 19   | 1,79         | Mérida                |
| Miranda                | María Silvana Continanza Marando           | 19   | 1,73         | Caracas               |
| Monagas                | Francis Nohemí Lugo Golindano              | 18   | 1,77         | Maturín               |
| Nueva Esparta          | Andreína González Vilachá                  | 21   | 1,75         | Porlamar              |
| Península Goajira      | Zaida Josefina Arellano Álvarez            | 20   | 1,80         | Maracaibo             |
| Portuguesa             | Rosa Elisa Martínez Gerig                  | 22   | 1,72         | El Tigre              |
| Sucre                  | Vanessa Jacqueline Gómez Peretti           | 20   | 1,79         | Cumaná                |
| Táchira                | Chiquinquirá (Chiqui) Montiel              | 18   | 1,76         | San Cristóbal         |
| Trujillo               | María Daniela Torrealba Pacheco            | 18   | 1,73         | San Cristóbal         |
| Vargas                 | Patricia Jurado-Blanco Ganem               | 20   | 1,72         | Caracas               |
| Yaracuy                | Sara Johanna Angellini Giacche             | 18   | 1,75         | Valencia              |
| Zulia                  | Paola Andreína Gómez Gudiño                | 18   | 1,80         | Maracaibo             |

## Premios varios
- Miss Elegancia: Claudia Suárez Fernández Miss Mérida
- Miss Simpatía: Marygrey Quero Rojas Miss Costa Oriental
- Miss Internet: Joshil Morales Miss Aragua
- Miss Personalidad: Vanessa Peretti Miss Sucre
- Miss Sonrisa Colgate: Silvana Continanza Marando Miss Miranda
- Miss Belleza Integral Palmolive: Lydimar Jonaitis Miss Guárico y la primera
- Miss Rostro Ebel: Lydimar Jonaitis Miss Guárico   la  segunda veces que gana
- Miss Cuerpo Dermocell: María Andreína Bruni Miss Distrito Capital

## Jurado calificador
- Robert Rey - Cirujano plástico y conductor del programa "Dr. 90210"
- Eglantina Zingg - Animadora
- Carlos Ferrando - Conductor del programa "Demasiado Corazón" de Telecinco de España
- Pilar Castaño - Directora del Bogotá Fashion
- Carlos Lanz - Nutricionista y creador de la dieta "Cero Puntos"
- María Josefina de Lovera
- Alberto García Serra - Director de la agencia Machado, García, Serra Communications de Miami
- Melanie Nennig - Directora de la Fundación Herrera Velutini
- Gonzalo Morales - Presidente del Consorcio Pentamax
- Jenny Laughlin
- Juan Manuel Pérez - Director de la Aerolínea LAN para América Latina
- Paola de Cosma
- Peter Romer Piereti - Cirujano plástico
- Flor de Lazo
- Nicolás Felizola - Diseñador y fotógrafo
- María Elvira de Vergara - Cónsul de Colombia en Venezuela
- Hugo Espina - Diseñador
- Luisa Lucchi - Presidenta de Calzados Lucchi
- Nino Carbone - Sastre
- Caterina Valentino - Locutora de radio
- Daniel Slobodianick - Cirujano plástico